# Papilio benguetana
Papilio benguetana är en fjärilsart som beskrevs av James John Joicey och Talbot 1923. Papilio benguetana ingår i släktet Papilio och familjen riddarfjärilar. Inga underarter finns listade i Catalogue of Life.